# Lijst van voetbalinterlands Andorra - Tahiti (vrouwen)
Deze lijst van voetbalinterlands is een overzicht van alle officiële voetbalinterlands tussen de nationale vrouwenteams van Andorra en Tahiti. De landen hebben tot nu toe één keer tegen elkaar gespeeld.

## Wedstrijden
| № | Plaats       | Datum            | Competitie        | Wedstrijd        | Uitslag |
| - | ------------ | ---------------- | ----------------- | ---------------- | ------- |
| 1 | Schiltigheim | 22 februari 2022 | Vriendschappelijk | Tahiti − Andorra | 0 − 0   |

## Samenvatting
| Competitie        | Totaal gespeeld | Winst Andorra | Gelijk | Winst Tahiti | Doelsaldo Andorra – Tahiti |
| ----------------- | --------------- | ------------- | ------ | ------------ | -------------------------- |
| Vriendschappelijk | 1               | 0             | 1      | 0            | 0 − 0                      |
| Totaal            | 1               | 0             | 1      | 0            | 0 − 0                      |

FAF · A-internationals · Andorrees mannenelftal
2014 – 2019 · 2020 – 2029
Faeröer ·
Georgië ·
Gibraltar ·
Griekenland ·
Israël ·
Letland ·
Liechtenstein ·
Litouwen ·
Luxemburg ·
Malta ·
Moldavië ·
Montenegro ·
Saoedi-Arabië ·
Tahiti